# Kuan Han-ch'ing (krater)
Kuan Han-ch'ing är en nedslagskrater på planeten Merkurius, med en diameter på ungefär 143 kilometer.
1979 uppkallade den efter dramatikern Guan Hanqing.